# وزارة نوري السعيد السابعة
وزارة نوري السعيد السابعة أو الوزارة السعيدية السابعة هي الحكومة العراقية الثانية والثلاثون، خلفت هذه الوزارة وزارة نوري السعيد السادسة.
تشكلت الوزارة في 8 تشرين الأول 1942. واستقالت الوزارة في 19 كانون الأول 1943، وتشكلت بعدها وزارة نوري السعيد الثامنة.

## التشكيلة الوزارية
تكونت الوزارة من الوزراء أدناه:
- رئيس الوزراء ووزير الدفاع: نوري السعيد
- وزير الداخلية: تحسين العسكري
- وزير المالية: صالح جبر
- وزير الخارجية: عبد الإله حافظ
- وزير العدلية: داود الحيدري
- وزير الأشغال والمواصلات: عبد المهدي المنتفكي
- وزير المعارف: تحسين علي
- وزير الاقتصاد: عبد المحسن شلاش
- وزير الشؤون الاجتماعية: أحمد مختار بابان

في 14 تشرين الثاني 1942، استقال وزير الأشغال والمواصلات عبد المهدي المنتفكي ووزير الاقتصاد عبد المحسن شلاش فعين أحمد مختار بابان بمنصب وزير الأشغال والمواصلات وكان قبلها وزيرا للشؤون الاجتماعية أما عبد الرزاق محمد الأزري فقد شغل منصب وزير الشؤون الاجتماعية وسلمان البراك وزيرا للاقتصاد.